# Луру-Бурбонне
Луру́-Бурбонне́ (фр. Louroux-Bourbonnais) — коммуна во Франции, находится в регионе Овернь. Департамент коммуны — Алье. Входит в состав кантона Эриссон. Округ коммуны — Монлюсон.
Код INSEE коммуны — 03150.

## Население
Население коммуны на 2008 год составляло 223 человека.
| 1962 | 1968 | 1975 | 1982 | 1990 | 1999 | 2008 |
| ---- | ---- | ---- | ---- | ---- | ---- | ---- |
| 386  | 447  | 336  | 287  | 256  | 245  | 223  |

## Экономика
В 2007 году среди 141 лица в трудоспособном возрасте (15—64 лет) 86 были экономически активными, 55 — неактивными (показатель активности — 61,0 %, в 1999 году было 60,5 %). Из 86 активных работали 80 человек (43 мужчины и 37 женщин), безработных было 6 (4 мужчин и 2 женщины). Среди 55 неактивных 10 человек были учениками или студентами, 24 — пенсионерами, 21 были неактивными по другим причинам.

## Достопримечательности
- Романская церковь Сен-Мартен-де-Луру (XI—XII века). В XVIII веке была достроена ризница. Каменная башня была разрушена молнией в 1804 году и заменена на деревянную. Исторический памятник с 21 октября 1926 года.
- Крест перед домом священника. Исторический памятник с 1928 года.

## Фотогалерея

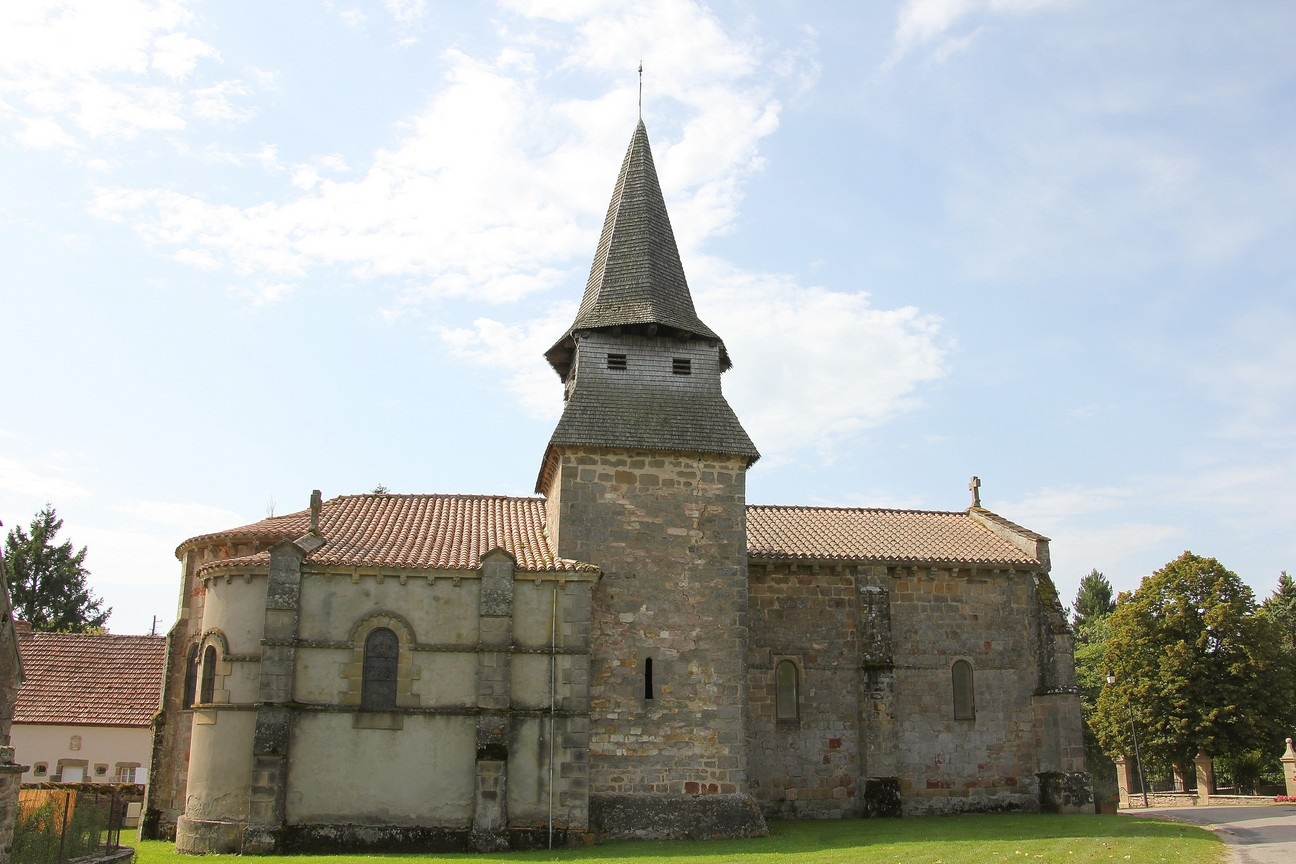
Церковь Сен-Мартен
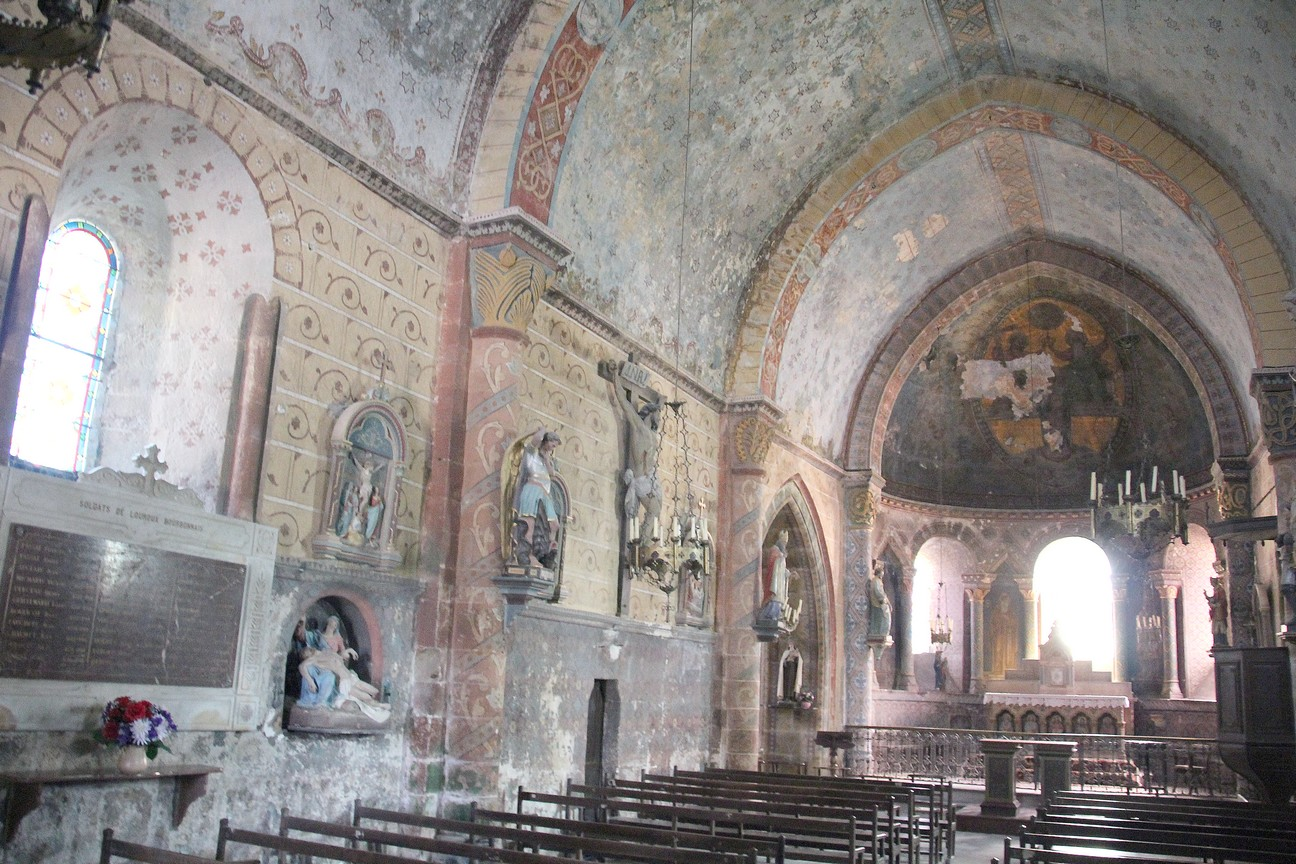
Неф церкви
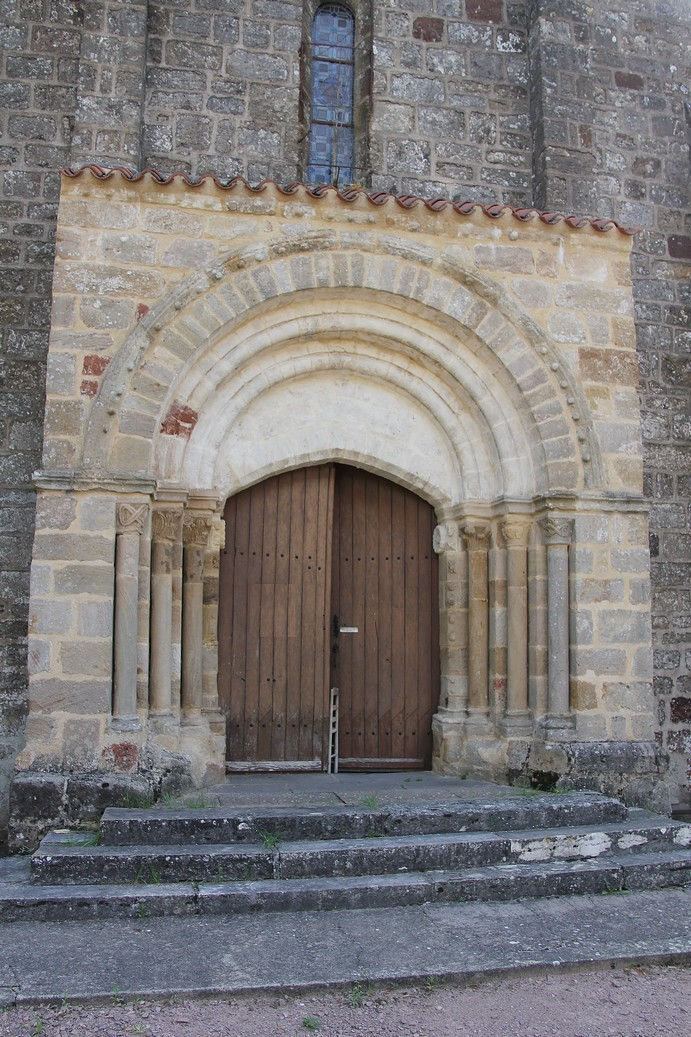
Западный вход в церковь